# Magodonga Mahlangu

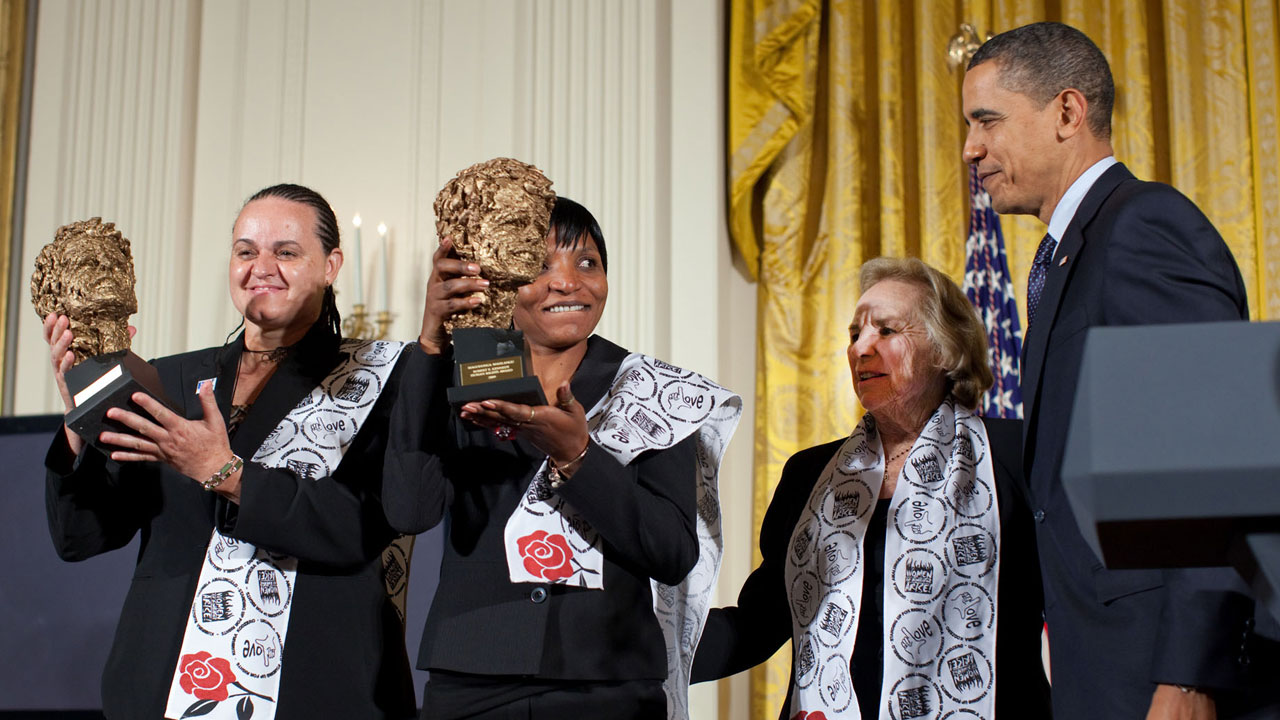
Jenni Williams und Magodonga Mahlangu bei der Preisverleihung zum Robert F. Kennedy Human Rights Award (2009)

Magodonga Mahlangu (* 23. September 1972 in Bulawayo, Simbabwe) ist eine simbabwische Menschenrechtlerin.

## Leben
Mahlangus Engagement für soziale Gerechtigkeit wurden früh in ihrem Leben geformt. Sie erhielt eine Ausbildung in Simbabwe und entwickelte dabei ein Bewusstsein für die Ungerechtigkeiten, denen Frauen und die allgemeine Bevölkerung im Land ausgesetzt waren. Sie ist Mitbegründerin der Frauenrechtsorganisation Women of Zimbabwe Arise (WOZA). Mahlangu lebt in Bulawayo, der zweitgrößten Stadt Simbabwes, wo sie auch den Großteil ihrer Aktivitäten als Menschenrechtlerin organisiert. Sie wurde für ihren Einsatz mehrfach verhaftet und erlitt während der Inhaftierungen Misshandlungen.

## Wirken
Seit der Gründung von WOZA im Jahr 2002 setzte Mahlangu sich für die Rechte von Frauen und die Förderung der Demokratie in Simbabwe ein. Die Arbeit von Mahlangu und WOZA hat nicht nur national, sondern auch international Aufmerksamkeit erregt. Die Organisation organisierte über 100 Demonstrationen, um auf die Missstände im Land aufmerksam zu machen und Frauen eine Plattform zu bieten, ihre Anliegen zu äußern. Diese Demonstrationen wurden oft gewaltsam von der Polizei unterdrückt, was zu zahlreichen Verhaftungen und Misshandlungen von Protestierenden führte.

## Auszeichnungen
Mahlangus Einsatz wurde international anerkannt, als sie 2009 gemeinsam mit ihrer Kollegin Jenni Williams den Robert F. Kennedy Human Rights Award von US-Präsident Barack Obama erhielt. Obama lobte Mahlangu für ihren Mut und ihre Fähigkeit, die Macht der Unterdrücker mit gewaltfreiem Widerstand zu schwächen.